# 歸寧
歸寧又叫回娘家、返外家，係指已婚婦人由夫家返外家。一般返外家叫歸寧，而迫不得已返外家，叫大歸，例如亡國、遭夫棄、舊時犯七出之條等。而初結婚，亦有回門之禮，亦係歸寧一種。
儒家文化圈古代父系社會傳統習俗，女性出嫁即脫離原生家庭，成為夫家成員，並不能隨時回娘家，加上古時交通不便，因此人們很重視歸寧。歸寧係女性人思念父母。歸寧，「歸寧父母」見《詩經． 周南．葛覃》，《毛傳》說：「寧，安也。父母在，則有時歸寧耳。」文意告知嫁出去的女兒，有時間，要回娘家探望父母，問候雙親健康安寧。古代多是女家父母作或長輩作主，會出信給夫家長輩，求准許女兒回娘家。不過名義上不是岳父母出信，因為歸寧係女學思念父母省親，傳統上是由兄弟代出。如果父母俱亡，就不能稱為歸寧。

## 今俗
現代交通方便，而女性亦未必同夫家家人同住，所以女性可以頻密回娘家，但在特定節日或父母生日時，仍然會特別重視。今日初二媳婦回娘家是臺灣傳統習俗，宋朝婦女歸寧不一定在初二。南宋筆記江陵鄉野錄記載「昔諸侯之女既嫁，父母存，則歸寧，不然，則否。今鄉俗皆以正月二日、四日、六日歸寧父母，若父母已歿，則於三、七日寧於兄弟。」